# San Polo d'Enza
San Polo d'Enza là một đô thị ở Padania, vùng Emilia-Romagna, có vị trí cách khoảng 70 km về phía tây của Bologna và khoảng 20 km về phía tây nam của Reggio Emilia. Tại thời điểm 31 tháng 12 năm 2004, đô thị này có dân số 5.529 và diện tích 32.6 km².
Đô thị San Polo d'Enza có các frazioni (các đơn vị cấp dưới, chủ yếu là các làng) Barcaccia, Belvedere, Bonini, Borsea, Bosi, Ca'Bianca, Casa Bertolini, Casa Farini, Case dell'Eva, Colombarone, Contea Orlandini, Cornacchia, Ghilga, Grassano Basso, Grassano Chiesa, Grassano Scuola, Pezzano, Pietre, Pieve, Pontenovo, Rio Luceria, Sedignano, Sessanta, and Stradella.
San Polo d'Enza giáp các đô thị: Bibbiano, Canossa, Montecchio Emilia, Montechiarugolo, Quattro Castella, Traversetolo, Vezzano sul Crostolo.